# Őraljaboldogfalva község
Őraljaboldogfalva község (románul: Comuna Sântămăria-Orlea) község Hunyad megyében, Romániában. Központja Őraljaboldogfalva, beosztott falvai Balomir, Baresd, Bucsum, Csopea, Hátszegváralja, Szacsal, Szentpéterfalva, Vadu.

## Népessége
A 2011-es népszámlálás adatai alapján a község népessége 3251 fő volt.